# Allium pseudobodeanum
Allium pseudobodeanum — вид трав'янистих рослин родини амарилісові (Amaryllidaceae), ендемік північного Ірану.

## Опис
Цибулини придушено-куляста, діаметром 3–4 см і довжиною 2.5–3 см, зовнішні оболонки буруваті. Стеблина циліндрична злегка зігнута, довжиною 5–15(20) см, діаметром 5–8 мм, повністю гладка, зелена, при основі з червонуватим рум'янцем. Листків 1–2, вузьколанцетні, при основі звужені, синьо-зелені. Суцвіття зрештою напівкулясте до кулястого, дуже густе. Листочки оцвітини вузько ланцетні з трохи закругленим кінчиком, (8)10–12 мм завдовжки, ≈ 2 мм завширшки при основі й коротко з'єднані, (трояндово-) бузкові зі злегка темнішими або зеленуватими, дещо потовщеними серединними жилками, після цвітіння бурі. Пиляки витягнуті, ≈ 2–2.5 мм завдовжки та 2 мм завширшки, фіолетові.

## Поширення
Ендемік північного Ірану.